# Alessandro D'Avenia
Alessandro D'Avenia (Palermo, 2 de mayo de 1977) es un escritor, profesor y guionista italiano. Es conocido por haber escrito el libro Blanca como la nieve, roja como la sangre, que se llevó posteriormente al cine.

## Biografía
Alessandro es el tercero de seis hijos del matrimonio compuesto por Giuseppe y Rita. En 1990 asistió a la escuela secundaria clásica Vittorio Emanuele II, en Palermo. Allí se vio fuertemente influenciado por su profesor de Religión, el sacerdote Pino Puglisi, que posteriormente fue asesinado por la mafia, y beatificado por el papa Francisco. En el año 2000 se graduó en letras clásicas en la Universidad de la Sapienza de Roma, y posteriormente realizó el doctorado en Siena en 2004 con una tesis sobre las sirenas en Homero y su relación con las musas en el mundo antiguo. Fundó una compañía de teatro amateur e hizo un cortometraje. En 2006 realizó una maestría en producción cinematográfica en la Università Católica del Sacro Cuore, en Milán. Enseña literatura en el colegio de San Carlos de Milán.

## Carrera literaria
Su actividad como escritor comienza al mismo tiempo que la de profesor. Debutó con la novela Blanca como la nieve, roja como la sangre en 2010, convirtiéndose rápidamente en un éxito internacional, con un millón de copias y veintidós traducciones en 2017. Posteriormente ha publicado tres novelas más y un ensayo.
Trabaja como publicista en algunos periódicos italianos (Avvenire, La Stampa). Desde enero de 2018, todos los lunes tiene una columna en Corriere della Sera llamada "Camas para rehacer" en la que investiga el mundo de los jóvenes desde diferentes puntos de vista.
Como escritor, en 2008 firmó algunos episodios de la tercera serie de Life Bites - Life Pills en Disney Italia. Entre 2011 y 2012 trabajó en el guion de la película Bianca come il latte, rossa come il sangue, producida por Rai Cinema, estrenada en los cines en abril de 2013.

### Publicaciones en castellano

#### Novelas
- Blanca como la nieve, roja como la sangre, Barcelona, Grijalbo, 2010, 1ª ed. española, 248 pp. ISBN 9788425344244. Título original: Bianca come il latte, rossa come il sangue.
- Cosas que nadie sabe, Barcelona, Grijalbo, 2013, 1ª ed. española, 333 pp. ISBN 9788425349102. Título original: Cose che nessuno sa.Traducido a diez idiomas.[11]
- Lo que el Infierno no es, Barcelona, Grijalbo, 2018, 1ª ed. española, 357 pp. ISBN 9788491643678. Título original: Ciò che inferno non è.Traducido a tres idiomas.[12]
- ¡Presente!, Madrid, Encuentro, 2022, 1ª ed. española, 400 pp. ISBN 9788413391052. Título original: L'appello.

Ensayos
- El arte de la fragilidad: cómo la poesía te puede salvar la vida, Madrid, La Esfera de los Libros, 2017, 265 pp. ISBN 9788491640851. Título original: L'arte di essere fragili. Come Leopardi può salvarti la vita.[13] Se ha convertido en una obra teatral.[14]

Publicaciones en lengua original (italiano)

#### Novelas en italiano
- "Bianca come il latte, rossa come il sangue", Collana Scrittori Italiani e stranieri, Milano, Mondadori, 2010, ISBN 978-88-045-9518-2.

- "Cose che nessuno sa", Collana Scrittori italiani e stranieri, Milano, Mondadori, 2011, ISBN 978-88-046-0916-2.
- "Ciò che inferno non è", Collana Scrittori italiani e stranieri, Milano, Mondadori, 2014, ISBN 978-88-046-4712-6.

- "L'appello", Collana Scrittori italiani e stranieri, Milano, Mondadori, 2020, ISBN 978-88-047-3424-6.

Ensayos en italiano
- L'arte di essere fragili. Come Leopardi può salvarti la vita, Collana Scrittori italiani e stranieri, Milano, Mondadori, 2016, ISBN 978-88-046-6579-3.
- Ogni storia è una storia d’amore, Collana Scrittori italiani e stranieri, Milano, Mondadori, 2017, ISBN 978-88-046-8157-1.